# Exercice spirituel
Pour le livre d'Ignace de Loyola, voir Exercices spirituels.
Un exercice spirituel est une notion philosophique ou religieuse qui désigne une pratique ayant une finalité morale ou salvatrice. L'exercice spirituel fait partie d'une ascèse, d'une organisation de la vie, il consiste en une série d'actes répétés qui nous amènent à mériter le salut et à nous transformer nous-mêmes. Ignace de Loyola a mis par écrit ses Exercices spirituels dans un cadre religieux. Le philosophe Pierre Hadot a repris le terme pour l'infléchir dans un sens philosophique et il est le spécialiste contemporain de cette notion.

## Définitions
L'expression « Exercices spirituels » au pluriel est le titre d'un livre d'Ignace de Loyola, saint catholique espagnol et fondateur de la Compagnie de Jésus. Ignace les définit ainsi : 
« Par ce mot, Exercices spirituels, on entend toute manière d'examiner sa conscience, de méditer, de contempler, de prier vocalement et mentalement, et les autres opérations spirituelles dont nous parlerons dans la suite. En effet, comme se promener, marcher, courir, sont des exercices corporels : de même les différents modes de préparer et de disposer l'âme à se défaire de toutes ses affections déréglées, et après s'en être défait, à chercher et à trouver la volonté de Dieu dans le règlement de sa vie, en vue de son salut, s'appellent exercices spirituels. »
Pierre Hadot donne un sens philosophique et non religieux au terme : il s'agit pour lui d'« une pratique volontaire, personnelle, destinée à opérer une transformation de l'individu, une transformation de soi ». Il rapproche la notion de celle de « montage psychique » chez Raymond Ruyer. Pour Hadot, les pratiques stoïciennes de « préparation aux difficultés de la vie », que sont la maladie, la pauvreté, l'exil, sont des exercices spirituels. Un exemple d'exercice est de « se préparer par la pensée à leur éventualité », c'est-à-dire l'anticipation de ces difficultés.
Hadot cite aussi les épicuriens avec leurs pratiques de « l'examen de conscience, [...] l'aveu des fautes, la méditation, la limitation des désirs ». Pour Hadot, les exercices spirituels constituent la philosophie elle-même, et ne sont pas de simples ajouts au discours abstrait.
Il écrit en effet dans son volume sur Wittgenstein que la notion d'exercice spirituel lui « servait à désigner [...] une activité, presque toujours d'ordre discursif, qu'elle soit rationnelle ou imaginative, visant à modifier, en soi ou chez les autres, la manière de vivre et de voir le monde ». Mais Hadot précise que le choix de cette expression « n'est peut-être pas heureu[x] ».